# Strigova
Strigova är ett vattendrag i Bosnien och Hercegovina.   Det ligger i entiteten Republika Srpska, i den nordvästra delen av landet, 210 km nordväst om huvudstaden Sarajevo.
I omgivningarna runt Strigova växer i huvudsak lövfällande lövskog. Runt Strigova är det ganska tätbefolkat, med 67 invånare per kvadratkilometer.